# Dennis Haskins
Dennis Haskins (Chattanooga, 18 novembre 1950) è un attore statunitense.

## Filmografia parziale

### Cinema
- Testimone chiave (Eyewitness to Murder), regia di Jag Mundhra (1989)
- Xtreme Teens (The Boy with the X-Ray Eyes), regia di Jeff Burr (1999)
- Max Keeble alla riscossa (Max Keeble's Big Move), regia di Tim Hill (2001)
- Going Down, regia di Alfonso Pineda Ulloa (2003)
- Red Water - Terrore sott'acqua (Red Water), regia di Charles Robert Carner (2003)
- Tangy Guacamole, regia di Mike Deeney (2003)
- Dead End Road, regia di Jeff Burton (2004)
- Ocean of Pearls, regia di Sarab Neelam (2008)
- Proud American, regia di Fred Ashman (2008)
- Ratko: The Dictator's Son, regia di Savage Steve Holland e Kevin Speckmaier (2009)
- Stacy's Mom, regia di Patrick Sayre (2010)
- 301 - La leggenda di Maximus il fichissimo (The Legend of Awesomest Maximus), regia di Jeff Kanew (2011)
- Un milione di modi per morire nel West (A Million Ways to Die in the West), regia di Seth MacFarlane (2014)
- Bro, What Happened?, regia di Dante (2014)
- Bennett's Song, regia di Harley Wallen (2018)
- Clemency, regia di Chinonye Chukwu (2019)
- Enigma, regia di Harley Wallen (2019)
- Abstruse, regia di Harley Wallen (2019)
- A Bennett Song Holiday, regia di Harley Wallen (2020)

### Televisione
- Hazzard (The Dukes of Hazzard) - 3 episodi (1979-1984)
- Attrazioni omicide (Deadly Intentions) - film TV (1985)
- Good Morning, Miss Bliss - 13 episodi (1988-1989)
- Bayside School - 86 episodi (1989-1993)
- Bayside School - Avventura hawaiana (Saved by the Bell: Hawaiian Style) - film TV (1992)
- Bayside School - Matrimonio a Las Vegas (Saved by the Bell – Wedding in Las Vegas) - film TV (1994)
- Bayside School - La nuova classe (Saved by the Bell: The New Class) - 143 episodi (1993-2000)
- Acting School Academy - 8 episodi (2009)
- Men of a Certain Age - 3 episodi (2009-2010)
- How I Met Your Mother - 2 episodi (2012)
- Mad Men - serie TV, episodio 5x08 (2012)
- New Girl - serie TV, episodio 4x11 (2014)

## Doppiatori italiani
Nelle versioni in italiano delle opere in cui ha recitato, Dennis Haskins è stato doppiato da:
- Oliviero Dinelli in Bayside School, Bayside School - Avventura hawaiana, Bayside School - Matrimonio a Las Vegas
- Giorgio Bonino in How I Met Your Mother
- Massimo Milazzo in Mad Men
- Pieraldo Ferrante in New Girl